# Ямпой, Уильям
Уильям Олункишу Ямпой — кенийский бегун на средние дистанции, который специализировался в беге на 800 метров. Чемпион Африки 2004 года и серебряный призёр 2002 года. На Олимпийских играх 2000 года дошёл до полуфинала. Занял 4-е место на чемпионате мира 2001 года. Бронзовый призёр чемпионата мира 2005 года с результатом 1.44,55. Бронзовый призёр этапа Золотой лиги ИААФ — Weltklasse Zürich в 2004 и 2005 годах.
В 2006 году на мемориале Ван-Дамма в составе эстафетной команды 4×800 метров установил мировой рекорд.
Является представителем народа масаи.